# جوست فاسانو
جوست فاسانو (بالألمانية: Jost Vacano)‏ (و. 1934  م) هو مصور سينمائي ألماني، ولد في أوسنابروك.

## جوائز وترشيحات
حصل على جوائز منها:
جوائز
- جائزة الفيلم الألماني [الإنجليزية]‏

ترشيحات
- جائزة الأوسكار لأفضل تصوير سينمائي، عن عمل: القارب

ترشح لـ:
جائزة الأوسكار لأفضل تصوير سينمائي، عن عمل: القارب.

## وصلات خارجية
- جوست فاسانو على موقع IMDb (الإنجليزية)
- جوست فاسانو على موقع قاعدة بيانات الأفلام العربية
- جوست فاسانو على موقع ألو سيني (الفرنسية)
- جوست فاسانو على موقع أول موفي (الإنجليزية)
- جوست فاسانو على موقع قاعدة بيانات الأفلام السويدية (السويدية)
- جوست فاسانو على موقع قاعدة بيانات الفيلم (الإنجليزية)
- جوست فاسانو على موقع كينوبويسك (الروسية)